# RK Buzet
Rukometni klub Buzet (RK Buzet; Buzet) je muški rukometni klub iz Buzeta, Istarska županija.

## O klubu
U Buzetu se 1954. godine osniva Društvo za tjelesni odgoj (DTO) "Partizan", koji u kolovozu 1955. godina formira muške i ženske rukometne ekipe. Prvu utakmicu igraju u kolovozu 1955. u Bujama protiv tamošnjeg "Partizana". U redovno ligaško natjecanje se uključuju u sezoni 1955./56., u Istarskoj podsaveznoj ligi. U sezonama 1957./58. i 1958./59. rukometaši nastupaju u Istarskoj podsaveznoj ligi - Sjever, a potom muška ekipa prestaje s natjecanjima. 1958. godine je otvoreno igralište kod osnovne škole. Klub ponovno nastupa u sezoni 1961./62. u Istarskoj zonskoj ligi. U sezoni 1963./64. klub ne nastupa, a od 1964./65. je član Istarske regionalne lige. Od 1969./70. do 1971./72. nastupaju u Primorsko-istarskoj regionalnoj ligi. 1972. godine je DTO "Partizan" u financijskim problemima, pa djelovanje kluba nastavlja mjesna omladinska organizacija koja preuzima rukometni klub, koji dalje djeluje pod nazivom Omladinski rukometni klub (ORK) "Buzet", te se natječe u Istarskoj ligi. 
 
1975. se službeno osniva Rukometni klub (RK) "Buzet"', s muškom i ženskom ekipom. Od 1977./78. do 1979./80. rukometaši nastupaju u Istarskoj međuopćinskoj ligi - Sjever, od 1980./81. do 1982./83. u Istarskoj ligi, 1983./84. i 1984./85. u Istarskoj međuopćinskoj ligi - Sjever, te potom od 1985. godine ponovno u Istarskoj ligi. Nakon 4. kola u sezoni 1989./90., momčad nastupa od natjecanja, te klub privremeno prestaje s djelovanjem. 
 
Obnoviteljska skupština RK "Buzet" je održana 30. travnja 1993. godine. Seniori s natjecanjem počinju u sezoni 1995./96. u Županijskoj ligi. 
 
U proljeće 1996. godine klub postaje RK "Buzet - Buzetska pivovara", a seniori nastupaju u 2. HRL - Zapad u kojoj u sezonama 1997./98. i 2003./04. osvajaju 2. mjesto. 
 
29. kolovoza 2005. je klubu vraćeno ime RK "Buzet". Klub u sezoni 2007./08. osvaja 2. mjesto u 2. HRL - Zapad, te se plasira u novoformiranu 1. HRL, koju osvaja, te je tako od 2009. član Premijer lige. u kojoj igra do sezone 2015./16., te potom ispada u 1. HRL - Jug. U sezoni 2010./11. klub je nastupio u EHF Challenge kupu.

## Uspjesi
1. HRL
- prvak: 2008./09.

## Poveznice
- Rukometni klub Buzet, facebook stranica
- rk-buzet.com, wayback arhiva
- rukomet-odbojka-istra.hr, RK Buzet  Arhivirana inačica izvorne stranice od 26. kolovoza 2018. (Wayback Machine)
- sportilus.com, Rukometni klub Buzet
- eurohandball.com, RK Buzet
- hrs.hr, sva natjecanja  Arhivirana inačica izvorne stranice od 22. kolovoza 2018. (Wayback Machine)